# Douglas Emerson
Douglas Emerson (født 5. oktober 1974) er en amerikansk skuespiller som er bedst kendt for sin rolle som Scott Scanlon i tv-serien Beverly Hills 90210s første og anden sæson.
I serien spiller han den nørdede Scott, der er bedste venner med David Silver, indtil David hellere vil være sammen med den seje klike på West Beverly High og han opgiver næsten Scott. I anden sæson er Emerson ikke længere en fast karakter, men kun speciel gæstemedvirkende. Hans karakter, Scott, jonglerer til sin egen fødselsdagsfest med en ladt pistol og kommer til at skyde sig selv i maven, mens David ser på. 
Efter denne rolle opgav Emerson skuespil og meldte sig til militæret. I 2002 blev han stabssergent i U.S. Air Force og blev sendt til Holloman AFB i New Mexico.
Emerson blev i 1996 gift med Emily Barth og de har 2 børn.

## Filmografi
| År        | Titel                         | Rolle                        | Bemærkninger                            |
| --------- | ----------------------------- | ---------------------------- | --------------------------------------- |
| 1982      | Herbie, the Love Bug          | Robbie MacLane               | Ukendt antal episoder i serien          |
| 1984      | Highway to Heaven             | Donny Wells                  | Episoden: Hotel of Dreams               |
| 1985      | Wildside                      | Markie Jonsen                | Episoden: The Crimea of the Century     |
| 1985      | Alfred Hitchcock Presents     | Børnesoldat                  | Tv-film                                 |
| 1985      | Malice in Wonderland          | Ung Bill Harper              | Tv-film                                 |
| 1986      | The Twilight Zone             | Ung Roger                    | Episoden: The Elevator                  |
| 1986      | Trapper John, M.D.            | Morgan Christmas             | Episoden: Life, Death and Dr. Christmas |
| 1986      | Brothers                      | Harry                        | Episoden: Harry and the Ogre of Ock     |
| 1986      | Something in Common           | Jason Grant                  | Tv-film                                 |
| 1986      | The Leftovers                 | Harry                        | Tv-film                                 |
| 1986      | Body Slam                     | Barn #2 på parkeringspladsen |                                         |
| 1986      | Small Wonder                  | Adam                         | Episoden: Latchkey Dreams               |
| 1986      | Night Court                   | Ernie                        | Episoden: Earthquake                    |
| 1987      | Million Dollar Mystery        | Howie Briggs                 |                                         |
| 1987      | Dolly                         | ---                          | Tv-episode                              |
| 1988      | The Wonder Years              | Barn #1                      | Episode: Swingers                       |
| 1988      | The Blob                      | Eddie Beckner                |                                         |
| 1988      | Good Old Boy: A Delta Boyhood | Spit                         |                                         |
| 1990-1991 | Beverly Hills, 90210          | Scott Scanlon                | 23 episoder i serien                    |
| 1991      | Blossom                       | Dreng #2                     | Episoden: Honor?                        |

### Awards & nomineringer
Young Artist Awards: 
- 1989: Nomineret: "Best Young Actor in a Cable Family Show" for: Good Old Boy: A Delta Boyhood
- 1991: Vundet: "Best Young Actor Supporting or Re-Occurring Role for a TV Series" for: Beverly Hills, 90210